# Donington Live 1992
Donington Live 1992 è un album video del gruppo musicale britannico Iron Maiden, pubblicato nel 1993 dalla EMI.

## Descrizione
Contiene l'intera registrazione del concerto tenuto al Monsters of Rock di Donington nel 1992, a cui parteciparono durante il tour di Fear of the Dark.
Nell'ultimo brano, Running Free, compare anche Adrian Smith, che aveva abbandonato la band per progetti solisti.

## Tracce
1. Be Quick or Be Dead
2. The Number of the Beast
3. Wrathchild
4. From Here to Eternity
5. Can I Play with Madness
6. Wasting Love
7. Tailgunner
8. The Evil That Men Do
9. Afraid to Shoot Strangers
10. Fear of the Dark
11. Bring Your Daughter... To the Slaughter
12. The Clairvoyant
13. Heaven Can Wait
14. Run to the Hills
15. 2 Minutes to Midnight
16. Iron Maiden
17. Hallowed Be Thy Name
18. The Trooper
19. Sanctuary
20. Running Free

## Formazione
Gruppo
- Bruce Dickinson – voce
- Dave Murray – chitarra
- Janick Gers – chitarra
- Steve Harris – basso elettrico
- Nicko McBrain – batteria

Altri musicisti
- Michael Kenney – tastiera
- Adrian Smith – chitarra (traccia 20)